# Коммуны Франции
Коммуна (фр. commune — «община») — единица пятого уровня административно-территориального деления во Франции; община жителей населённого пункта. В других странах французской коммуне соответствуют муниципалитеты, приходы и другое.
Коммуны представляют собой самый нижний структурный уровень страны, входя в состав соответствующих округов (за исключением городов Париж, Марсель и Лион, которые сами подразделяются на муниципальные округа). Они являются старейшими административными единицами Франции, так как они появились вслед за городами и приходами Средневековья (тогда их во Франции было порядка 60 000). Коммуны были созданы в 1789 году и получили автономность по закону от 5 апреля 1884 года. По населённости коммуны Франции значительно отличны друг от друга: это и многомиллионный Париж, и деревня с десятью жителями.
В каждой коммуне есть мэр и муниципальный совет; их полномочия одинаковы во всех коммунах вне зависимости от численности их населения. Они связаны с распределением бюджета, городским планированием, общественными мероприятиями, управлением школами, транспортом, дорогами, организацией местных выборов.
На начало 2015 года во Франции насчитывалось 36 658 коммун, в том числе 36 529 — в метрополии и 129 — на заморских территориях. Средняя площадь коммуны в метрополии составляет 14,88 км², среднее медианное значение — 10,73 км². Среднее медианное население коммуны — 380 человек.